# Горшков, Алексей (футболист)
Алексей Горшков (эст. Aleksei Gorškov; 10 февраля 1986, Нарва) — эстонский футболист, правый защитник, тренер.

## Биография
Воспитанник нарвского футбола. С 2004 года выступал в высшей лиге Эстонии за «Нарва-Транс». Дебютный матч в высшем дивизионе сыграл 16 мая 2004 года против «Валги», заменив на 80-й минуте Дмитрия Почечуева, а первый гол забил 6 июля 2005 года в ворота таллинского «Динамо». За семь сезонов в составе нарвского клуба сыграл 175 матчей и забил два гола в высшей лиге. Серебряный (2006) и бронзовый (2005, 2008, 2009, 2010) призёр чемпионата Эстонии, финалист Кубка Эстонии (2006/07), двукратный обладатель Суперкубка Эстонии (2007, 2008). Принял участие в 10 матчах еврокубков (с учётом Кубка Интертото).
По окончании сезона 2010 года заверншил профессиональную карьеру. В конце 2010-х годов был играющим главным тренером финского любительского клуба «Фортуна» (Хельсинки).